# Magyarbánhegyes
Magyarbánhegyes è un comune dell'Ungheria di 2 691 abitanti (dati 2001) . È situato nella contea di Békés.